# Bertonico
Bertonico est une commune italienne de la province de Lodi, dans la région Lombardie.

## Administration
| Période                                  | Période  | Identité        | Étiquette   | Qualité |
| ---------------------------------------- | -------- | --------------- | ----------- | ------- |
| 14 juin 2004                             | En cours | Verusca Bonvini | Liste Civic |         |
| Les données manquantes sont à compléter. |          |                 |             |         |

### Hameaux
Brusada, Campolungo, Colombina, Monticelli

### Communes limitrophes
Ripalta Arpina, Moscazzano, Montodine, Turano Lodigiano, Castiglione d'Adda, Gombito, Terranova dei Passerini